# Хорошев, Геннадий Алексеевич
Геннадий Алексеевич Хорошев (род. 30 августа 1927) — учёный, инженер-кораблестроитель, Заслуженный деятель науки и техники РФ (1987), лауреат Государственной премии (1973).

## Биография
Родился в г. Днепропетровске. Окончил Ленинградский кораблестроительный институт (1952). Доктор технических наук (1977). Профессор (1981). Преподавал в кораблестроительном институте (1946—1952). С 1952 года работал в ЦНИИ им. акад. А. Н. Крылова: прошел трудовой путь от инженера до заместителя директора института по научной работе.

## Научные достижения
Специалист в области акустической и электромагнитной защиты судов. Научный руководитель четырёх крупных государственных комплексных целевых научно-исследовательских программ «Защита», в результате выполнения которых созданы новейшие методы и средства снижения физических полей всех классов кораблей ВМФ. Руководитель и участник проведения расширенных натурных исследований и испытаний двух поколений кораблей ВМФ. Под его научным руководством спроектировано и построено уникальное научно-исследовательское судно «Академик Алексей Крылов», оснащенное современными измерительными средствами, включая глубоководный подводный аппарат. Проанализировал отечественный и зарубежный опыт создания малошумных, выскоэкономичных воздуходувных машин. Заслуженный деятель науки и техники РСФСР (1987). Государственная премия (1973).

## Публикации
- Хорошев, Геннадий Алексеевич. Борьба с шумом вентиляторов / Г. А. Хорошев, Ю. И. Петров, Н. Ф. Егоров. — Москва : Энергоиздат, 1981. — 143 с. : ил., УДК 621.63